# 数学宇宙假说
数学宇宙假说（英語：Mathematical universe hypothesis，简称），又称为终极系综理論（Ultimate ensemble theory），是美国宇宙学家、麻省理工学院教授马克斯·泰格马克提出的一种万有理论。
泰格马克认为，物理实在即是数学结构，一切数学结构都是物理存在的。对于那些足够复杂以至拥有自我意识子结构（self-aware substructures，简称）的数学结构而言，这些子结构（如人类意识）能够主观地感知到自己存在于一个物理“真实”的世界中。
在泰格马克提出的四层多重宇宙論中，最高层（第四层）平行宇宙即是指拥有不同数学结构的平行宇宙，每种数学结构都对应着一个平行宇宙。

## 敘述
泰格馬克的數學宇宙假說認為：「物理的客觀現實是一種數學結構。」換句話說，宇宙中的物理不僅僅是用數學描述，而本身就是數學（具體來說，是数学结构）。數學上存在即為物理上存在。觀測者，包括人類，被稱作自我意識子結構（self-aware substructures，簡稱）。在任何足夠複雜到能包含自我意識子結構的數學結構，那些自我意識子結構可以主觀的認為自己活在一個真實的物理世界。
這個數學宇宙假說提出了數學實體是存在的，因此可以被視作毕达哥拉斯主义和柏拉图主义的另一種形式；它也認為除了數學物件外不存在其他任何事物，因此可以被視作数学哲学的另一種形式；它也可以被視為本體結構現實主義形式上的表達。
泰格馬克聲稱這個假說不包含任何自由變數也不是排除可觀測性。因此，他認為數學宇宙假說比奥卡姆剃刀更好。泰格馬克也考慮過添加第二個假設，添加後的假說是可計算宇宙假說，它說物理的客觀現實的數學結構是被可计算函数定義的。
數學宇宙假說和泰格馬克提出的四層多重宇宙論有關。四層多重宇宙論假設平行宇宙有一個多樣性的層級，第一類是只有初始狀態不同，第二類增加了物理常數的不同，第三類是艾弗雷特的多世界詮釋，第四類是所有的物理定律皆不同。

## 批評和回覆
倫敦伦敦帝国学院的安德烈亚斯·阿尔布雷克特認為數學宇宙假說是一些重要的物理問題的啟發性的解答。但他不敢說他相信數學宇宙假說，他補充說構造一個包含萬物的理論是很難的。

### 系綜的定義
于尔根·施密德胡伯認為『雖然泰格馬克提出「……所有數學結構都是相同的統計權重」，但沒有方法能分配相同且不為0的機率到所有數學結構。』施密德胡伯提出另一個更嚴格的系綜，他認為宇宙只能夠只被数学构成主义描述，也就是，计算机程序。他明確地給出一個例子，宇宙的表現能被在有限時間中輸出會收斂的不停機程式描述，縱使時間本身的收斂性是不能被停機程式預測（停机问题中的不可判定问题）。
泰格馬克回覆說（sec. V.E）所有宇宙中的物理自由度、物理常數和定理等自由變量的變化的数学构成主义形式測量在弦論地景尚未被建構，因此這個不該被視為反駁的理由。

### 和哥德尔不完备定理的一致性
數學宇宙假說也被指出和哥德尔不完备定理不一致。在泰格馬克、他的同事皮特赫特和馬克阿爾弗德的三方辯論中，阿爾弗德提出「形式主義者的方法不能證明在足夠強大的系統中的所有理論……。數學是外在的這種想法和數學構成一個系統的想法是不相容的」
泰格馬克的回覆（sec VI.A.1）給出了一個新的假設，「只有歌德爾完備數學結構（完全可選擇的）是物理上存在。這個假設大幅地縮小了第四類多重宇宙，替複雜度給出了一個上界，並且可能能解釋我們宇宙為何相對的簡單。」泰格馬克繼續說明，雖然傳統的物理理論是歌德爾不可判定的，但真正解釋宇宙的數學結構仍然可以是歌德爾完備的，並且「理論上能夠包含觀測者，這些觀測者能思考歌德爾不完備數學，就像图灵机可以證明某些關於歌德爾不完備系統的定理，像是皮亚诺公理。」在 （sec. VII）中，他給出更仔細的回覆，他提出比數學宇宙假說更嚴謹的變化「可計算宇宙假說」，這個假說只包含那些足夠簡單的數學結構，簡單到歌德爾定理不需要它們去給出任何不可判定或不可計算的定理。泰格馬克承認這個方法是備受挑戰的，像是它排除了大部分的數學架構，理論本身的測量可能是不可計算的以及幾乎所有歷史上成功的定理都違反可計算宇宙假說。

### 可觀測性
斯托格、埃利斯和基爾徹（sec. 7） 提出在一個真正的多重宇宙理論中，不同宇宙是完全沒交集的，在不同宇宙發生的事件是完全沒連結的。這種缺乏因果關係的性質使得多重宇宙論沒有任何科學依據。埃利斯（p. 29）特別地批評了數學宇宙假說，指出儘管存在一些有希望的備註，但完全無關聯的宇宙的無限系綜是完全不可測試的。泰格馬克為了維持數學宇宙假說是可測試性，他提出了一些預測，1.物理研究會發現自然中的數學規律。2.假設我們活在一個數學結構中的多重宇宙中的典型宇宙，我們可以透過評估我們所在的宇宙是多典型來測試多重宇宙。（sec. VIII.C）

### 和其他數學結構的共存
唐·佩吉曾經爭論說：（sec 4）「在最終層級中只存在唯一的宇宙，並且如果數學結構是寬廣到包含所有可能的世界或至少我們的世界，那麼一定存在一個唯一的數學結構能描述終極現實。所以我覺得在和其他數學結構共存的意義上去談論第四類多重宇宙是邏輯上無意義的。」這個的意思是只存在一個數學結構庫。泰格馬克回覆：:sec. V.E「這個和第四類的不一致比感覺起來的要少，因為很多數學結構能分解成不相關的子結構，而且不同的結構能夠被統一。」

### 和我們的簡單宇宙的一致性
亚历山大·维连金評論說：（Ch. 19, p. 203）「數學結構的數量會隨著複雜度的提升而提升，顯示典型的結構會非常大且繁瑣。這和描述我們宇宙的漂亮、簡潔的理論有衝突。」他繼續補充，（footnote 8, p. 222）泰格馬克對於這個問題的解答，分配給較複雜結構較少的權重（sec. V.B）看似隨機並且可能會邏輯上不一致（貌似會推論出額外的數學結構，但所有的數學結構應該皆存在於系統中）。

### 奥卡姆剃刀
泰格馬克曾被批評為誤解了奧卡姆剃刀的本質和應用。馬西莫·皮戈里奇提醒：「奥卡姆剃刀只是启发法，他不該被用來決定那些理論是對的。」

## 延伸閱讀
- 于尔根·施密德胡伯 (1997) "A Computer Scientist's View of Life, the Universe, and Everything （页面存档备份，存于）" in C. Freksa, ed., Foundations of Computer Science: Potential - Theory - Cognition. Lecture Notes in Computer Science, Springer: p. 201-08.
- Tegmark, Max. . Annals of Physics. 1998, 270 (1): 1–51. Bibcode:1998AnPhy.270....1T. S2CID 41548734. arXiv:gr-qc/9704009 . doi:10.1006/aphy.1998.5855.
- Tegmark, Max. . Foundations of Physics（英语：Foundations of Physics）. 2008, 38 (2): 101–50. Bibcode:2008FoPh...38..101T. S2CID 9890455. arXiv:0704.0646 . doi:10.1007/s10701-007-9186-9.
- Tegmark, Max (2014), Our Mathematical Universe: My Quest for the Ultimate Nature of Reality, ISBN 978-0-307-59980-3
- Woit, P.（英语：Peter Woit） (17 January 2014), "Book Review: 'Our Mathematical Universe' by Max Tegmark （页面存档备份，存于）", 华尔街日报.
- Hamlin, Colin (2017). "Towards a Theory of Universes: Structure Theory and the Mathematical Universe Hypothesis". Synthese 194 (581–591). https://link.springer.com/article/10.1007/s11229-015-0959-y （页面存档备份，存于）

## 外部連結
- 于尔根·施密德胡伯，"The ensemble of universes describable by constructive mathematics. （页面存档备份，存于）"
- Page maintained by Max Tegmark （页面存档备份，存于） 馬克斯·泰格馬克的文章。
- "The 'Everything' mailing list （页面存档备份，存于）" 討論所有可能存在的宇宙。
- "Is the universe actually made of math? （页面存档备份，存于）" 在《发现》杂志中和馬克斯·泰格馬克的訪談。
- Richard Carrier Blogs: Our Mathematical Universe （页面存档备份，存于）
- Interview with Sam Harris （页面存档备份，存于） 馬克斯·泰格馬克和哈利斯討論數學，多重宇宙和人工智慧的功效。